# Wacław Marzantowicz
Wacław Bolesław Marzantowicz (ur. 18 czerwca 1950) – polski matematyk, emerytowany profesor zwyczajny Uniwersytetu Adama Mickiewicza w Poznaniu. Prezes Polskiego Towarzystwa Matematycznego (2014–2019).

## Życiorys
Absolwent  I Liceum Ogólnokształcącego im. Karola Marcinkowskiego w Poznaniu.  W 1967 został finalistą XVIII Olimpiady Matematycznej.  Po maturze, w roku 1967, rozpoczął studia na Wydziale Elektrycznym Politechniki Poznańskiej, skąd po roku studiów przeniósł się na studiach matematyczne na Wydziale Matematyki, Fizyki i Chemii Uniwersytetu im. Adama Mickiewicza w Poznaniu. Na tym kierunku ukończył sekcję teoretyczną w roku 1972.
W tym samym roku rozpoczął studia doktoranckie w Instytucie Matematycznym PAN w Warszawie, pod kierunkiem docenta dra hab. Andrzeja Jankowskiego, a po jego tragicznej śmierci  w Hindukuszu promotorem był profesor Kazimierz Gęba. Doktoryzował się w Instytucie Matematycznym PAN w 1977, na podstawie pracy Liczby Lefschetza odwzorowań przemiennych z działaniem grupy.
W roku 1976 zaczął pracę w Instytucie Matematyki Uniwersytetu Gdańskiego, którego był dyrektorem w latach 1993-1996. W pamięci gdańskiego środowiska naukowego pozostał jako współtwórca planów i programów studiów, moderator nowych kierunków badań, i opiekun studentów i młodych pracowników naukowych, z których niektórzy zostali jego doktoratami lub współpracownikami. Był też członkiem Senatu Uniwersytetu Gdańskiego.
Habilitował się przed Radą Naukową Instytucie Matematycznym PAN w 1991, na podstawie pracy Metody topologii niezmienniczej stosowane w zagadnieniach wariacyjnych.
Od 1996 pracuje na Wydziale Matematyki i Informatyki UAM, gdzie kieruje Zakładem Geometrii i Topologii. W 2002 otrzymał tytuł profesora nauk matematycznych.
W latach 1993–1996 był prezesem Oddziału Gdańskiego Polskiego Towarzystwa Matematycznego, w latach 2008-2013 Oddziału Poznańskiego, w latach 2011–2013 był wiceprezesem, a od 2014 do 2020 – prezesem PTM.

## Dorobek naukowy
Jego badania obejmują szeroki zakres stosowania metod topologicznych. Najistotniejszymi wynikami badań są te dotyczące teorii niezmienników topologicznych dla problemów wariacyjnych z symetrią, teorii bifurkacji z wykorzystaniem stopnia G-współzmienniczego, opartych na teorii liczb Lefschetza i Nielsena metod topologicznych w teorii punktów okresowych, entropii topologicznej, a ostatnio metod topologicznych w szacowaniu rozmiarów triangulacji. Wyniki jego badań zawarte są w ponad 70 publikacjach w renomowanych międzynarodowych czasopismach, oraz monografii oraz dwóch podręcznikach: z analizy nieliniowej i teorii liczb. Jego najczęściej cytowane prace to monografia z Jezierskim oraz artykuły. Wśród czasopism, w których publikował warto wymienić Fundamenta Mathematicae,  Israel Journal of Mathematics, Topological Methods of Nonlinear Analysis,  i Topology.  Miał wielu współpracowników. Najważniejszych przedstawia załączona graficzna analiza na podstawie MathSciNet.

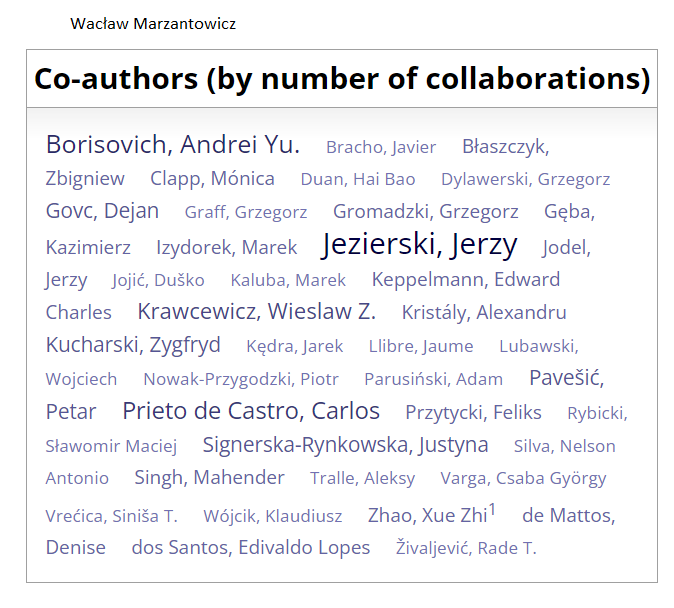
Współautorzy Wacława Marzantowicza wg liczby publikacji ujętych w MathSciNet (stan w dniu 1 maja 2024).

## Nagrody i wyróżnienia
Od roku 1995 jest członkiem Rady Naukowej Centrum Badań Nieliniowych im. Juliusza Schaudera przy UMK w Toruniu, której był Przewodniczącym w latach 2012-2018. Był członkiem Komitetu Matematyki PAN kilku kadencji, w tym 2024-2027. W latach 2016–2019 był przedstawicielem PTM w prowadzanym przez Chińskie Towarzystwo Matematyczne międzynarodowym programie współpracy matematycznej Silk-Road. W latach 2010–2020 reprezentował PTM w Radzie Europejskiego Towarzystwa Matematycznego (EMS), a w kadencji 2021-2023 został wybrany przedstawicielem członków indywidualnych EMS do tej rady.
W 2003 otrzymał razem z Jerzym Jezierskim Nagrodę im. Stefana Banacha.